# Viinasaari (ö i Norra Savolax, Kuopio, lat 62,73, long 27,97)
Viinasaari är en ö i Finland. Den ligger i sjön Hepojärvi och i kommunen Kuopio i den ekonomiska regionen  Kuopio ekonomiska region  och landskapet Norra Savolax, i den centrala delen av landet, 300 km nordost om huvudstaden Helsingfors. Öns area är 0,2 hektar och dess största längd är 50 meter i öst-västlig riktning.